# یاشار کورت
آرشاک یاشار کورت (ارمنی: Յաշար Կուրթ؛ ترکی استانبولی: Arşak Yaşar Kurt; زادهٔ ۱۶ اوت ۱۹۶۸) یک خواننده موسیقی راک ارمنی‌تبار اهل ترکیه است.

## زندگی‌نامه
وی در سال ۱۹۹۰ تحصیل دانشکده اقتصاد دانشگاه عثمان‌قاضی اسکی‌شهر را آغاز کرد اما نیمه‌تمام رها کرد. وی گروه موسیقایی آلترنیتیو دولفین سفید (ترکی استانبولی: Beyaz Yunus) را بنیان‌گذاری کرد. در سال ۱۹۹۳ نخستین آلبوم استودیویی خویش را در آلمان را ضبط کرد و در سال ۱۹۹۴ آلبوم ضبط شده «ترانه‌های خیابانی» (ترکی استانبولی: Sokak Şarkıları) در کلن آلمان به بازار عرضه شد. در سال ۱۹۹۶ به ترکیه بازگشت و فعالیت موسیقایی خویش را ادامه داد. در سال ۲۰۰۷ در سن ۳۹ سالگی از پدرش آگاه می‌شود که ترک نیست، بلکه ارمنی است. یاشار شروع به یادگیری زبان ارمنی می‌کند و در کلیسای حواری ارمنی غسل تعمید می‌شود نام آرشاک را برای خویش می گزنید. وی و آردو تونجبویاجیان هنرمند ارمنی-ترکیه ای در سال ۲۰۰۷ گروه Yash-ar را تشکیل دادند. در سال ۲۰۱۱ کورت آلبوم «شمیم خورشید» (ترکی استانبولی: Güneş Kokusu) به بازار عرضه نمود.